# 21. Wiek
21. WIEK – polski miesięcznik popularnonaukowy wydawany od maja 2007 roku. Jego redaktorem naczelnym jest Alicja Czyrska.
Pismo zawiera artykuły z dziedziny biologii, medycyny, techniki, genetyki, biotechnologii, socjologii, kultury, psychologii, historii, informatyki, astrofizyki, motoryzacji oraz nowinki naukowe.
Oprócz miesięcznika, jako kwartalniki ukazują się wydania specjalne:
- 21. WIEK EXTRA, który powstał w odpowiedzi na zainteresowanie czytelników tematami podejmowanymi w miesięczniku. Redaktorem naczelnym tego tytułu jest Barbara Ramza.

- Panorama 21. WIEK, którego poszczególne wydania w całości koncentrują się na archeologii, kosmosie, technologii i zagadnieniach związanych ze zdrowiem.

- 21. WIEK History revue poświęcony historii i dziedzinom pokrewnym. Przygotowywany jest przez oddzielny zespół redakcyjny. Redaktorem naczelnym jest Marta Giziewicz.

Czasopismo wydawane jest także w Czechach.